# Polska Grupa Supermarketów
Polska Grupa Supermarketów (PGS) – jest organizacją niezależnych detalistów branży spożywczej skupiającą rodzimy kapitał. PGS skupia m.in. marki Top Market, Delica oraz Minuta8.
Grupa powołana została w grudniu 2002 r. (początkowo jako Warszawska Grupa Supermarketów) z inicjatywy warszawskich Kupców i obecnie zrzesza prawie 580 placówek zlokalizowanych w województwach mazowieckim, podlaskim, warmińsko-mazurskim, świętokrzyskim, śląskim, kujawsko-pomorskim, pomorskim, łódzkim, lubelskim i małopolskim.
Od 2014 roku prezesem Polskiej Grupy Supermarketów jest Michał Sadecki, który wcześniej pełnił funkcję dyrektora zarządzającego. Z firmą związany jest od 2003 roku.

## Struktura

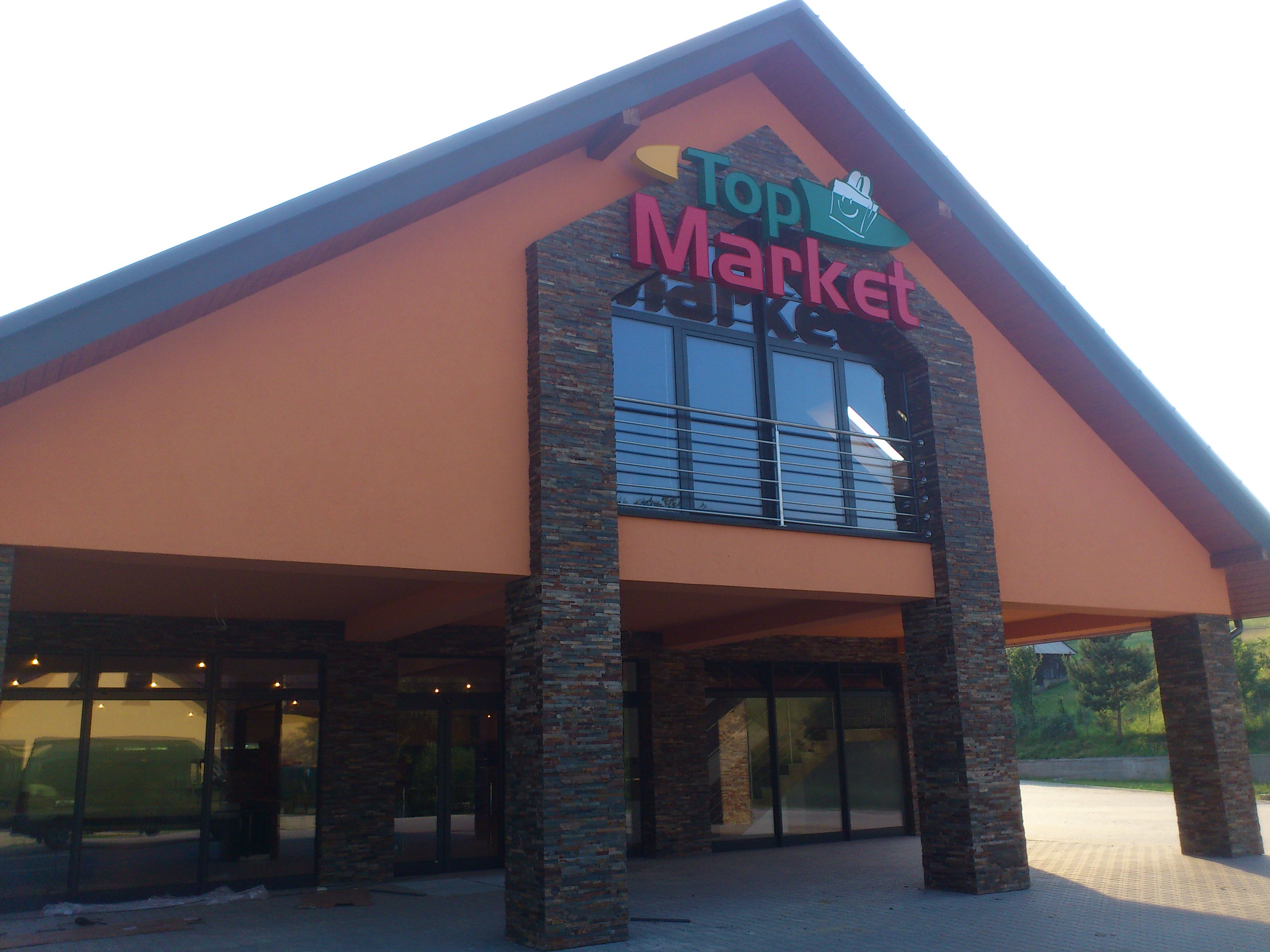
Jeden ze sklepów Top Market, marki należącej do Polskiej Grupy Supermarketów

Do grupy należy blisko 600 sklepów funkcjonujących pod markami Top Market, Minuta8, Delica z czego 15% stanowią sklepy spółdzielcze. Podstawą strategii PGS jest systematyczny rozwój sieci o sklepy nieprzekraczające 400 mkw.
Polska Grupa Supermarketów posiada centrum logistyczne zlokalizowane w Warszawie przy ul. Jagiellońskiej 88. Operatorem logistycznym jest firma TM Holding.

## Marka własna sieci
Na początku 2017 roku PGS wprowadziła do sprzedaży produkty marki własnej O! Dobre Polskie Twoje oraz O! Dobre Pewne Twoje. W kolejnych latach pojawiają się produkty marki Włącz BIO oraz Spiżarnia Dworska. Dostawcami produktów marki własnej są wyłącznie polskie firmy.
Na koniec grudnia 2019 roku w ofercie sieci znajdowało się 300 produktów.

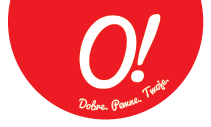
Logo O! Dobre Pewne Twoje

## Cele
W odróżnieniu od innych tego typu sieci, członkowie PGS są połączeni kapitałowo, będąc przy tym niezależnymi partnerami handlowymi, tworzącymi wspólną platformę zakupową. Głównymi celami działalności są:
- Budowanie ogólnopolskiej sieci handlowej poprzez integrację polskiego środowiska kupieckiego.
- Obniżanie kosztów funkcjonowania sklepów.
- Tworzenie konkurencyjnej oferty handlowej.
- Promowanie sprzedaży towarów wyprodukowanych w Polsce.
- Powadzenie wspólnej polityki handlowej zrzeszonych firm.
- Systematyczna poprawa warunków zakupowych i poza zakupowych uczestników sieci.